# Bassa i safareig de la Calvaria
La Bassa i safareig de la Calvaria és una obra de Calldetenes (Osona) inclosa a l'Inventari del Patrimoni Arquitectònic de Catalunya.

## Descripció
Bassa formada per pilars i lloses, situada dins de la lliça de la casa i destinada a regar l'antiga horta. El mur està format per lloses 6x4 sostingudes per pilars. Cada llosa mesura uns dos metres per un metre d'alçada. És de pedra grisosa ben treballada. El safareig està format per grans lloses de pedra que amiden 5x3 metres i actualment s'ha dividit i s'hi ha posat un dipòsit al mig. Piques formades per grans lloses de pedra amb reguerons per escórrer l'aigua. L'estat de conservació és bo.

## Història
Aquest conjunt de peces destinades a contenir aigua són una mostra dels atuells que per diverses funcions tenien les antigues cases pairals i la Clavaria, masia de la qual tenim notícia des del segle xii, les ha sabut conservar i algunes d'elles encara desenvolupen les antigues funcions.